# Конвой № 2052
Конвой № 2052 — японський конвой часів Другої світової війни, проведення якого відбувалось у жовтні 1943 року.
Конвой сформували в Рабаулі — головній базі в архіпелазі Бісмарка, з якої японці провадили операції на Соломонових островах та сході Нової Гвінеї, а пунктом призначення був атол Трук (Чуук) на сході Каролінських островів (тут ще до війни створили головну базу японського ВМФ в Океанії). Конвой складався лише з одного транспорту «Амагісан-Мару» (прибув до Рабаула у вересні 1943 року разом із конвоєм N-404), охорону якого забезпечували торпедний човен «Хійодорі» та мисливець за підводними човнами CH-28.
5 жовтня 1943 року конвой вийшов із Рабаула та попрямував на північ. 6 жовтня до нього приєдналось судно «Ямафуку-Мару», яке вийшло із Кавіенга (друга за значенням японська база в архіпелазі Бісмарка, розташована на північному завершенні острова Нова Ірландія).
8 жовтня 1943 року менш ніж за дві сотні кілометрів від Труку загін атакував підводний човен Gato. Він випустив 4 торпеди, одна з яких поцілила «Амагісан-Мару», проте не здетонувала. Судно дістало легкі пошкодження, які не завадили йому продовжити шлях у супроводі «Хійодорі» та прибути вранці 9 жовтня на Трук.
CH-28 залишився в районі атаки для проведення протичовнового пошуку, проте також не досяг успіху.